# Anne (Elefant)

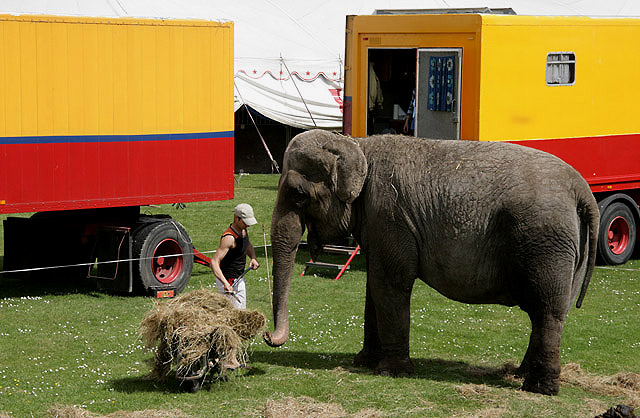
Anne, die Elefantin, während ihrer Zeit im „Bobby Roberts Super Circus“, Juni 2010 (Foto: Walter Baxter)

Anne (* ca. 1950 in Sri Lanka) ist der Name einer Sri-Lanka-Elefantin, die als „letzter britischer Zirkuselefant“ in die Geschichte einging und als einer der ältesten in Gefangenschaft lebenden Elefanten in Großbritannien und Europa gilt. Sie war außerdem Hauptopfer und Mittelpunkt in einem bekannten Fall von Tiermissbrauch.

## Leben
Anne wurde in Sri Lanka geboren. Das Geburtsjahr und die genaueren Umstände – ob in der Wildnis oder bereits in Gefangenschaft – sind nicht bekannt, es wird jedoch vermutet, dass sie als Baby wilder Elefanten eingefangen, von der Mutter getrennt und dann, wie üblich, „gebrochen“ wurde, bevor sie nach England verschifft wurde. Etwa um die Mitte der 1950er Jahre wurde sie als Kalb von Zirkusdirektor Bobby Roberts senior für 3000 Pfund erworben. Später erbte dessen Sohn Bobby Roberts junior die Elefantin.
In den 1950er bis 1980er Jahren reiste Anne als eine Haupt-Attraktion in einer Gruppe von 6 bis 15 Elefanten, bis 1993 im „Robert Bros’ Hip Hip Zoo Ray Mammoth Circus“, danach dann im „Bobby Roberts Super Circus“, mit dem Zirkus durchs Land und präsentierte dressierte Kunststücke wie auf die Hinterbeine stellen, Pirouetten drehen, auf Bällen oder Tonnen balancieren, und durch die Manege „galoppieren“, mit Akrobaten, Clowns oder anderen Tieren auf dem Rücken. Anne war ein „Star“, wurde oft auf den Plakaten des Zirkus abgebildet, war während ihrer Zirkus-„Karriere“ auch wiederholt im Fernsehen, in Filmen und Musik-Videos zu sehen, trat mehrfach vor der britischen Königsfamilie auf und wurde einmal von Königin Elisabeth II. persönlich gefüttert. Während einer Tournee in Paris soll sie sogar auf dem Eiffelturm gewesen sein.
Auch nachdem ab etwa 1980 Tierärzte und Tierschützer verstärkt auf die Probleme der Tierhaltung in Zirkussen hinwiesen, Tiernummern in der Folge immer weniger populär wurden und andere Zirkusse ihre Elefanten immer häufiger an Zoos oder Reservate abgaben, setzte der „Bobby Roberts Super Circus“ weiterhin auf Tiernummern und Elefanten. In den 1990er Jahren lebte und arbeitete Anne dabei zusammen mit zwei anderen Zirkus-Elefanten namens Beverly und Janie, die jedoch beide etwa um die Jahreswende von 2000 zu 2001 verstarben. Von da an war Anne – abgesehen von Tieren anderer Spezies und menschlicher Gesellschaft – allein. In der Folge (um 2002) wurde sie krank und magerte ab, erholte sich jedoch nach einiger Zeit wieder.
Die Zeit zwischen den Vorstellungen war Anne über fünf Jahrzehnte lang meist an einem Vorder- und einem Hinterbein angekettet, so dass sie sich kaum bewegen konnte. Dies führte, wie bei vielen anderen Elefanten in ähnlichen Umständen, zu stereotypisch wippendem Verhalten („Weben“), das als Anzeichen für psychisches Trauma gewertet wird. Wegen der jahrelangen Überlastungen der Gelenke durch die für Elefanten zwar möglichen, aber unnatürlichen Kunststücke, bekam Anne außerdem schwere Arthritis in den Hinterbeinen, so dass sie diese hinter sich her zu ziehen begann. Die Arthritis wurde im Jahr 2003 offiziell diagnostiziert, blieb jedoch, ebenso wie die damit einhergehenden Schmerzen, jahrelang (bis 2011) unbehandelt.
Ab etwa 2006 konnte Anne nicht mehr in den Hauptvorstellungen des Zirkus auftreten, wurde jedoch weiterhin als Publikumsmagnet eingesetzt: Man konnte sich für einen Preis von je 6 Pfund mit ihr fotografieren lassen, was besonders bei Kindern sehr beliebt war.
Annes gesundheitliche Beschwerden blieben nicht unbemerkt. Im Jahr 2009 überlegten die Tierschutzorganisationen Born Free und RSPCA gemeinsam mit Zirkusdirektor Bobby Roberts, Anne in den „Ruhestand“ zu versetzen; eine Reise in ein „Sanctuary“ in den USA wurde jedoch als zu riskant angesehen und in Großbritannien selber fand man keinen Zoo oder anderen geeigneten Ort, der bereit war einen Elefanten in ihrem Alter und mit ihren Gesundheitsproblemen aufzunehmen. Ab 2010 konnte Anne nicht mehr mit auf Tournee gehen, sondern blieb die ganze Zeit im Winterquartier des Zirkus in Polebrook, Northamptonshire. Die Tierschutzorganisation ADI (Animal Defenders International) hatte zu dieser Zeit bereits jahrelang versucht, Undercover an Beweismaterial zu kommen, um Anne aus dem Zirkus zu befreien. Anfang 2011 gelang es ADI über einen Zeitraum von dreieinhalb Wochen mit versteckter Kamera Filmaufnahmen zu machen, auf denen Anne angekettet in ihrem Winterquartier zu sehen ist, wie sie regelmäßig von einem Angestellten des Zirkus geschlagen, getreten und mit einer Mistgabel misshandelt wurde, ohne sich wehren zu können.
Im März 2011 kam es schließlich zu einem Skandal, als Ausschnitte der Filmaufnahmen durch den Daily Mail auf Video veröffentlicht wurden und eine Kampagne zur Rettung Annes gestartet wurde. Der Täter, ein 25-jähriger rumänischer Emigrant namens Nicolae Nitu, misshandelte auch andere Tiere des Zirkus, darunter Ponys und ein Kamel, war aber bereits zurück nach Rumänien geflohen, als die Geschichte publik wurde.
Nach Protesten der Öffentlichkeit und von Persönlichkeiten wie Sir David Attenborough oder Russel Crowe wurde Anne nach kurzer Zeit im Einvernehmen mit ihren Besitzern Bobby und Moira Roberts in den Longleat Safari Park in Wiltshire übersiedelt, wo sie am 3. April 2011 in einem zunächst beklagenswerten Zustand ankam. Auch ein misshandeltes Kamel namens Monty wurde aus dem Zirkus gerettet.
Der „Bobby Roberts Super Circus“ geriet in ernstliche Schwierigkeiten und Annes Besitzer Bobby Roberts, der aufgrund der Videoaufnahmen Morddrohungen erhalten hatte, musste sich 2011–2012 wegen Tierquälerei und jahrelanger unterlassener medizinischer Versorgung Annes vor Gericht verantworten; auch wurde ihm vorgeworfen, dass die Elefantin fast ununterbrochen angekettet stehen musste und dass er seinen Angestellten weder vernünftig unterwiesen, noch ihn in angemessener Weise kontrolliert hatte. Es war das erste Mal seit dem Erlass des sogenannten Animal Welfare Act von 2006, dass ein Zirkus vom Crown Prosecution Service (CPS) strafrechtlich verfolgt wurde; dies wurde von Tierschützern als ein Meilenstein („landmark“) angesehen, obwohl Roberts nur zu einer Bewährungsstrafe verurteilt wurde und weiterhin Tiere halten durfte.
Longleat war anfangs nur als Übergangslösung für Anne geplant, wurde aber schließlich zu ihrem neuen Zuhause. Sie erhielt fachkundliche und medizinische Betreuung für ihre gesundheitlichen Beschwerden und ihr Zustand besserte sich. Mithilfe von Spenden wurde in den folgenden Jahren ein geräumiges Elefantenhaus samt Gehege und Swimmingpool für Anne gebaut, das 2015 fertig war und wo sie nach Belieben ein- und ausgehen kann. Sie lebt dort zusammen mit drei anglo-nubischen Ziegen (Stand 2024).
Die Tatsache, dass Anne in Longleat jahrelang ohne die Gesellschaft anderer Elefanten leben muss, hat zu weiterer Kritik von Tierschutzorganisationen und Elefantenliebhabern geführt, die die Elefantin gerne in ein Elefanten-Asyl (Sanctuary), u. a. nach Frankreich übersiedelt hätten. In diesem Zusammenhang wurde sie in Anspielung an den Fall des berühmten Elefanten Kavaan als „einsamster Elefant Großbritanniens“ („Britain’s loneliest elephant“) bezeichnet. Die Idee einer Übersiedlung wurde jedoch wegen Annes fortgeschrittenem Alter, ihrer gesundheitlichen Probleme und dem Risiko, dass sie von einer bereits bestehenden Elefantenherde nicht bzw. nicht problemlos akzeptiert werden könnte, fallengelassen.

### Buch
- Claire Ellicott: Saving Anne the Elephant – the true story of the last British Circus Elephant, John Blake Publishing, London, 2016

### Artikel
- Lewis Clarke: Anne the Longleat elephant inspired a global mission to heal her kind in: Wiltshire Live, 16. August 2023 (Abruf am 8. August 2024)
- Harry Cockburn: A decade after her rescue, ‘Britain’s loneliest elephant’ will not retire to France, despite campaign effort in: Independent, 8. April 2021 (Abruf am 9. August 2024)
- Steven Morris: Anne the elephant says goodbye to the circus – Pachyderm which became a global cause celebre after emergence of upsetting footage enjoys new home in Longleat Safari Park in: The Guardian, 7. April 2011 (Abruf am 8. August 2024)